# World Trotting Derby
World Trotting Derby var ett travlopp för varmblodiga travhästar som kördes på DuQuoin State Fairgrounds Racetrack i Du Quoin, Illinois mellan 1981 och 2009.
Loppet var öppet för 3-åriga amerikanskfödda travhästar, och kördes över 1 609 meter med amerikansk autostart. Den samlade prissumman i loppet var 565 000 dollar sista året som loppet kördes.
World Trotting Derby kördes 1981–1990 som två heatlopp, där sedan en slutgiltig segrare korades. Om olika hästar segrat i heatloppen kördes då ett skiljheat för att kora en segrare. Åren 1991–1994 kördes även ett finalheat utöver skiljeheatet, men 1995 gick man tillbaka till loppets ursprungliga upplägg. I de två sista upplagorna av loppet kördes endast ett heat innan en segrare korades.
Bland segrarna i loppet, finns bland annat Muscle Hill, Donato Hanover, Chocolatier, Andover Hall, Enjoy Lavec, Pine Chip, Alf Palema, Peace Corps, Armbro Goal, Napoletano och Prakas.

## Segrare
| År   | H                 | Vinnare            | Kusk              | Tränare           | Tid               | Tvåa               | Trea               |
| ---- | ----------------- | ------------------ | ----------------- | ----------------- | ----------------- | ------------------ | ------------------ |
| 2009 | H1                | Muscle Hill        | Luke McCarthy     | Gregory Peck      | 1:52.3            | Southern Rocketop  | Photoforwin        |
| 2008 | H1                | Deweycheatumnhowe  | Ray Schnittker    | Ray Schnittker    | 1:50.4            | Celebrity Secret   | Clerk Magistrate   |
| 2007 | H1                | Donato Hanover     | Ron Pierce        | Steve Elliott     | 1:51.2            | Adrian Chip        | Anderberg          |
| 2006 | H1                | Chocolatier        | Doug R. Ackerman  | Doug J. Ackerman  | 1:55.0            | Make You Mine      | Double Player      |
| 2006 | H2                | Chocolatier        | Doug R. Ackerman  | Doug J. Ackerman  | 1:53.0            | El Mikko           | Make You Mine      |
| 2005 | H1                | Vivid Photo        | Roger Hammer      | Roger Hammer      | 1.51.3            | Great George Two   | Self Professed     |
| 2005 | H2                | Vivid Photo        | Roger Hammer      | Roger Hammer      | 1.51.2            | Great George Two   | Muscle Memory      |
| 2004 | H1                | Tom Ridge          | Ron Pierce        | Jimmy Takter      | 1:51.0            | Cantab Hall        | Coventry           |
| 2004 | H2                | Tom Ridge          | Ron Pierce        | Jimmy Takter      | 1:50.2            | Cantab Hall        | Coventry           |
| 2003 | Inget lopp kördes | Inget lopp kördes  | Inget lopp kördes | Inget lopp kördes | Inget lopp kördes | Inget lopp kördes  | Inget lopp kördes  |
| 2002 | H1                | Like a Prayer      | Ron Pierce        | Brett Pelling     | 1:52.2            | Kadabra            | Chip Chip Hooray   |
| 2002 | H2                | Andover Hall       | Trevor Ritchie    | Robert Stewart    | 1:51.3            | Like a Prayer      | Chip Chip Hooray   |
| 2002 | S                 | Andover Hall       | Trevor Ritchie    | Robert Stewart    | 1:54.0            | Like a Prayer      |                    |
| 2001 | H1                | Diamond Goal       | Eric Ledford      | Dan Daley         | 1:53.1            | Cigar Bar          | Pegasus Spur       |
| 2001 | H2                | Cobol              | Mike Lachance     | Per K. Eriksson   | 1:54.0            | Norvelous Hanover  | Cigar Bar          |
| 2001 | S                 | Cobol              | Mike Lachance     | Per K. Eriksson   | 2:01.2            | Diamond Goal       |                    |
| 2000 | H1                | Tejano             | Eric Ledford      | Per K. Eriksson   | 1:53.2            | Credit Winner      | Pine Drop          |
| 2000 | H2                | Tejano             | Eric Ledford      | Per K. Eriksson   | 1:53.2            | Credit Winner      | Dreamaster         |
| 1999 | H1                | Self Possessed     | Mike Lachance     | Ron Gurfein       | 1:52.0            | Angus Hall         | Cherry Hills       |
| 1999 | H2                | Enjoy Lavec        | Johnny Takter     | Jimmy Takter      | 1:52.0            | Self Possessed     | CR Renegade        |
| 1999 | S                 | Enjoy Lavec        | Johnny Takter     | Jimmy Takter      | 1:53.1            | Self Possessed     |                    |
| 1998 | H1                | Kick Tail          | Berndt Lindstedt  | Jan Johnson       | 1:54.2            | Silver Pine        | Conway Hall        |
| 1998 | H2                | Kick Tail          | Berndt Lindstedt  | Jan Johnson       | 1:55.1            | David Raymond      | Conway Hall        |
| 1997 | H1                | Malabar Man        | Malvern Burroughs | Jimmy Takter      | 1:53.1            | Lord Stormont      | Baltic Bet         |
| 1997 | H2                | Lord Stormont      | Doug Brown        | Norm Jones        | 1:53.2            | Malabar Man        | Yankee Glide       |
| 1997 | S                 | Lord Stormont      | Doug Brown        | Norm Jones        | 2:00.2            | Malabar Man        |                    |
| 1996 | H1                | Kramer Boy         | Jimmy Takter      | Jimmy Takter      | 1:52.4            | Running Sea        | Super Ben Joe      |
| 1996 | H2                | Continentalvictory | Mike Lachance     | Ron Gurfein       | 1:52.3            | Running Sea        | Kramer Boy         |
| 1996 | S                 | Continentalvictory | Mike Lachance     | Ron Gurfein       | 2:00.0            | Kramer Boy         |                    |
| 1995 | H1                | C.R. Kay Suzie     | Rod Allen         | Carl Allen        | 1:53.2            | Tagliabue          | Giant Hit          |
| 1995 | H2                | C.R. Kay Suzie     | Rod Allen         | Carl Allen        | 1:52.4            | Tagliabue          | Giant Hit          |
| 1994 | H1                | Bosphorus          | Berndt Lindstedt  | Per K. Eriksson   | 1:54.4            | Norman Hanover     | Armbro Marshall    |
| 1994 | H2                | Victory Dream      | Mike Lachance     | Ron Gurfein       | 1:53.4            | Bullville Victory  | Mr Lavec           |
| 1994 | F                 | Bullville Victory  | Bill Fahy         | Per K. Eriksson   | 1.53.1            | Smasher            | Mr Lavec           |
| 1994 | S                 | Bullville Victory  | Bill Fahy         | Per K. Eriksson   | 1:57.2            | Victory Dream      | Bosphorus          |
| 1993 | H1                | Pine Chip          | John Campbell     | Chuck Sylvester   | 1:54.4            | Rigged Right       | Hi Noon Star       |
| 1993 | H2                | Pine Chip          | John Campbell     | Chuck Sylvester   | 1:55.2            | Toss Out           | Giant Chill        |
| 1992 | H1                | Imperfection       | Mike Lachance     | Ron Gurfein       | 1:58.0            | Armbro Kaiser      | Pleasure Prince    |
| 1992 | H2                | Alf Palema         | Mickey McNichol   | Per K. Eriksson   | 1:54.3            | Magic Lobell       | Sirocco Spur       |
| 1992 | F                 | Sierra Kosmos      | Richard Beinhauer | Richard Beinhauer | 1:54.3            | Imperfection       | Sirocco Spur       |
| 1992 | S                 | Alf Palema         | Mickey McNichol   | Per K. Eriksson   | 1:57.1            | Imperfection       | Sierra Kosmos      |
| 1991 | H1                | Dontellmenomore    | Dave Palone       | Robert Mazeroski  | 1:55.0            | Super Pleasure     | Anders Crown       |
| 1991 | H2                | Giant Victory      | Ron Pierce        | Per K. Eriksson   | 1:55.0            | Crown’s Invitation | Somatic            |
| 1991 | F                 | Somatic            | Tommy Haughton    | Tommy Haughton    | 1:53.0            | Giant Victory      | Mad Milton         |
| 1991 | S                 | Somatic            | Tommy Haughton    | Tommy Haughton    | 2:02.3            | Dontellmenomore    | Giant Victory      |
| 1990 | H1                | Harmonious         | Cat Manzi         | Osvaldo Formia    | 1:53.1            | Super Arnie        | Embassy Lobell     |
| 1990 | H2                | Super Arnie        | Berndt Lindstedt  | Jan Johnson       | 1:54.3            |                    |                    |
| 1990 | S                 | Harmonious         | Cat Manzi         | Osvaldo Formia    | 2:04.3            | Super Arnie        |                    |
| 1989 | H1                | Shogun Lobell      | Howard Beissinger |                   | 1:55.0            | Dr Quillotine      | Scott S. Hanover   |
| 1989 | H2                | Peace Corps        | John Campbell     | Tommy Haughton    | 1:52.4            | Crown's Majesty    | Egyptian Gentleman |
| 1989 | S                 | Peace Corps        | John Campbell     | Tommy Haughton    | 2:00.2            | Shogun Lobell      | Crown's Majesty    |
| 1988 | H1                | Armbro Goal        | Berndt Lindstedt  | Jan Johnson       | 1:55.2            | No Sex Please      |                    |
| 1988 | H2                | Armbro Goal        | Berndt Lindstedt  | Jan Johnson       | 1:55.0            | Supergill          |                    |
| 1987 | H1                | Napoletano         | Bill O'Donnel     | Tommy Haughton    | 1:53.1            | Crown Sweep        |                    |
| 1987 | H2                | Napoletano         | Bill O'Donnel     | Tommy Haughton    |                   |                    |                    |
| 1986 | H1                | Royal Prestige     | Berndt Lindstedt  | Jan Johnson       | 1:57.1            | Tabor Lobell       | Brandenburg        |
| 1986 | H2                | Royal Prestige     | Berndt Lindstedt  | Jan Johnson       | 1:55.1            | Brandenburg        | Tabor Lobell       |
| 1985 | H1                | Prakas             | Bill O'Donnell    | Per K. Eriksson   | 1:53.2            | Ron B. Hanover     |                    |
| 1985 | H2                | Prakas             | Bill O'Donnell    | Per K. Eriksson   | 1:53.2            |                    |                    |
| 1984 | H1                | Fancy Crown        | Bill O'Donnell    | Ted Andrews       | 1:54.3            | Baltic Speed       |                    |
| 1984 | H2                | Baltic Speed       | Jan Nordin        | Sören Nordin      | 1:56.1            | Giorgi D.          |                    |
| 1984 | H3                | Baltic Speed       | Jan Nordin        | Sören Nordin      |                   |                    |                    |
| 1983 | H1                | Power Seat         | George Sholty     |                   | 1:56.1            | Joie de Vie        |                    |
| 1983 | H2                | Power Seat         | George Sholty     |                   |                   |                    |                    |
| 1982 | H1                | Diamond Exchange   | Robert Williams   |                   | 1:56.0            |                    |                    |
| 1982 | H2                | Jazz Cosmos        |                   |                   |                   |                    |                    |
| 1982 | H3                | Diamond Exchange   | Robert Williams   |                   |                   | Jazz Cosmos        |                    |
| 1981 | H1                | Panty Raid         | John Simpson Jr   |                   | 1:56.2            |                    |                    |
| 1981 | H2                | Banker Barker      |                   |                   |                   |                    |                    |
| 1981 | H3                | Panty Raid         | John Simpson Jr   |                   | 1:56.2            | Banker Barker      |                    |